# Кречевіци (аеропорт)
Кречевіци (рос. Кречевицы) — аеродром спільного базування в місті Новгород. До 2009 року на ньому дислокувався 110-й авіаполк військово-транспортної авіації Росії. Крім військово-транспортної авіації аеродром також використовував державний льотний загін «Росія».

## Історія
Будівництво аеродрому було розпочато на початку 1927 року. З 1930 на аеродромі розташовувались частини бомбардувальної авіації, а під час німецької окупації - частини 3 авіапіхотного батальйону Люфтваффе.
З квітня 1966 року на ньому базується новосформований 110-го військово-транспортний авіаполк з військовими частинами забезпечення. Проіснувавши понад 43 роки, 14 жовтня 2009 року 110-й військово-транспортний авіаполк було розформовано, а на аеродромі залишилася лише військова комендатура та авіаційні ремонтні майстерні, які проводять ремонт літаків Іл-18, Ан-12 та їх модифікацій..
З 2014 року аеродром передано цивільній адміністрації Новгородської області. 